# Antrocephalus fascicornis
Antrocephalus fascicornis är en stekelart som först beskrevs av Walker 1871.  Antrocephalus fascicornis ingår i släktet Antrocephalus och familjen bredlårsteklar. Inga underarter finns listade i Catalogue of Life.